# Víctor Estrella
Víctor Estrella Burgos (ur. 2 sierpnia 1980 w Santiago de los Caballeros) – dominikański tenisista, reprezentant w Pucharze Davisa, olimpijczyk z Rio de Janeiro (2016).

## Kariera tenisowa
Karierę tenisową Estrella rozpoczął w 2002 roku. Wielokrotnie wygrywał turnieje z serii ITF Men's Circuit i  ATP Challenger Tour. W lutym 2015 roku awansował do finału ATP World Tour, w Quito w konkurencjach gry pojedynczej i podwójnej. W singlu spotkanie o tytuł zakończył zwycięstwem nad Feliciano Lópezem, a w deblu poniósł porażkę wspólnie z João Souzą z parą Gero Kretschmer–Alexander Satschko. Rok później ponownie został mistrzem singlowych zawodów w Quito, a tym razem pokonał Thomaza Bellucciego. W kwietniu 2016 roku Dominikanin został finalistą gry podwójnej w Houston, a partnerował Santiago Gonzálezowi. W lutym 2017 wygrał po raz trzeci singlowe rozgrywki w Quito, broniąc w meczu finałowym z Paolo Lorenzim piłki meczowej.
Od 1998 reprezentował Dominikanę w Pucharze Davisa; do 2019 rozegrał łącznie 105 spotkań, z których w 65 zwyciężył (w tym 43 mecze gry pojedynczej).
W 2016 zagrał w konkurencji gry pojedynczej na igrzyskach olimpijskich w Rio de Janeiro przegrywając w 1 rundzie.
Dominikanin jest multimedalistą igrzysk Ameryki Środkowej i Karaibów. W 2011 roku wywalczył brązowy medal podczas igrzysk panamerykańskich w Guadalajarze. Mecz o udział w finale przegrał z Robertem Farahem, z kolei pojedynek o brązowy medal zakończył zwycięsko z Júliem Césarem Campozano.
W rankingu gry pojedynczej Estrella najwyżej był na 43. miejscu (13 lipca 2015), a w klasyfikacji gry podwójnej na 135. pozycji (13 lipca 2015).
Występem w turnieju challengerowym w Santo Domingo w październiku 2019 zakończył karierę zawodniczą.

### Finały w turniejach ATP World Tour
| Legenda                                      |
| -------------------------------------------- |
| Wielki Szlem                                 |
| Igrzyska olimpijskie                         |
| Tennis Masters Cup / ATP Finals              |
| ATP Masters Series / ATP Tour Masters 1000   |
| ATP International Series Gold / ATP Tour 500 |
| ATP International Series / ATP Tour 250      |

#### Gra pojedyncza (3–0)
| Końcowy wynik | Nr | Data           | Turniej | Nawierzchnia | Przeciwnik      | Wynik finału        |
| ------------- | -- | -------------- | ------- | ------------ | --------------- | ------------------- |
| Zwycięzca     | 1. | 8 lutego 2015  | Quito   | Ceglana      | Feliciano López | 6:2, 6:7(5), 7:6(5) |
| Zwycięzca     | 2. | 7 lutego 2016  | Quito   | Ceglana      | Thomaz Bellucci | 4:6, 7:6(5), 6:2    |
| Zwycięzca     | 3. | 12 lutego 2017 | Quito   | Ceglana      | Paolo Lorenzi   | 6:7(2), 7:5, 7:6(6) |

#### Gra podwójna (0–2)
| Końcowy wynik | Nr | Data             | Turniej | Nawierzchnia | Partner           | Przeciwnicy                        | Wynik finału   |
| ------------- | -- | ---------------- | ------- | ------------ | ----------------- | ---------------------------------- | -------------- |
| Finalista     | 1. | 8 lutego 2015    | Quito   | Ceglana      | João Souza        | Gero Kretschmer Alexander Satschko | 5:7, 6:7(3)    |
| Finalista     | 2. | 10 kwietnia 2016 | Houston | Ceglana      | Santiago González | Bob Bryan Mike Bryan               | 6:4, 3:6, 8–10 |